# Боцешть (комуна, Васлуй)
Боцешть, Боцешті (рум. Boțești) — комуна у повіті Васлуй в Румунії. До складу комуни входять такі села (дані про населення за 2002 рік):
- Боцешть (1028 осіб)
- Генешть (67 осіб)
- Гуджешть (1148 осіб)
- Телпіджень (44 особи)

Комуна розташована на відстані 296 км на північний схід від Бухареста, 21 км на північний схід від Васлуя, 46 км на південний схід від Ясс.

## Населення
За даними перепису населення 2002 року у комуні проживали 2287 осіб, усі — румуни. Усі жителі комуни рідною мовою назвали румунську.
Склад населення комуни за віросповіданням:
| Релігія       | Кількість осіб | Відсоток |
| ------------- | -------------- | -------- |
| православні   | 2284           | 99,9%    |
| римо-католики | 3              | 0,1%     |

## Зовнішні посилання
- Дані про комуну Боцешть на сайті Ghidul Primăriilor [Архівовано 22 липня 2006 у Wayback Machine.]